# Ballsh
Ballsh est une ville industrielle d'Albanie, située dans une région montagneuse. Elle comptait 9 154 habitants au recensement de 2001.
Une raffinerie de pétrole, qui est la propriété de l'entreprise nationale ARMO Sh.a (Albanian Refining and Marketing of Oil S.A) qui détient 20 % du marché national, y produit en permanence afin d'assurer les besoins en énergie fossile (diesel, essence) des automobiles, de l'industrie, du chauffage domestique, et produit également des résidus de combustion (solar) et d'autres dérivés (solvants, etc.).
Les champs environnants de la ville sont riches en pétrole et sont parsemés de puits creusés pendant le régime communiste.
La production de la raffinerie avoisine 1 million de tonnes par an.